# Ra'ad Hatf-VIII
El Ra'ad (urdu: رعد; en español: "Trueno"; designación militar: Hatf-VIII Ra'ad, transl.: Objetivo-8), es un misil de crucero subsónico, de enfrentamiento y lanzado desde el aire (ALCM) diseñado y desarrollado conjuntamente por la Comisión Nacional de Ingeniería y Ciencia (NESCOM) y el Complejo de Armas Aéreas de la Fuerza Aérea de Pakistán.
Está desplegado en el servicio militar de la Fuerza Aérea de Pakistán como Hatf-VIII y ha proporcionado a Pakistán disuasión nuclear aérea.